# Козацькі походи в Молдову
Козацькі походи в Молдову — військові походи запорозьких козаків у Молдовське князівство у XVI та XVII століттях.

## Допомога Івану Воде Лютому
- Битва під Жиліштею
- Битва під Кагулом (1574)

## Походи Івана Підкови
Відбувся 1577 року. Іван Підкова вважав себе "родичем" Івоні Лютого.
Перший похід:
```
Влітку 1577 року Підкова підійшов до Молдовського князівства але там його залякали
і йому довелося відступити.
```

Другий похід:
кін.1577 року-Підкова зайняв Ясси (столицю Молдовського князівства)і був проголошений молдовським господарем.

## Молдовські походи козаків 1594—1595
Молдовські походи козаків 1594—1595 — один з етапів козацьких війн кінця 16 ст. (див. також Наливайка повстання 1594—1596).

## Похід Бородавки
Ще один похід до Молдови був здійснений після поразки польського війська під Цецорою та загибелі гетьмана Станіслава Жолкевського, козаками під командуванням Якова Бородавки-Нероди.

## Молдовські походи Б.Хмельницького і Т.Хмельницького 1650, 1652, 1653 років
1650
Угоди Тимоша Хмельницького з Василієм Лупу про одруження з Розандою Лупу.

### 1652
Після битви під Батогом Тиміш Хмельницький вступив з військом до Молдовського князівства, одружився з Розандою і змусив Василя Лупула відновити союз з Гетьманщиною.
Після відходу козаків Князівство Волощина і Трансильванське князівство за підтримки Речі Посполитої зайняли Яси і скинули Лупула з престолу.

### 1653
У квітні козацькі війська на чолі з Тимошем розбили війська нового господаря і повернули владу Лупулу, але через деякий час його знову скинули. Військо Тимоша потрапило в облогу в місті Сучава, де в серпні загинув Тиміш. Після цього козацькі війська залишили Молдовське князівство.

## Похід гетьмана Куницького
Після перемоги над османами під Віднем і Парканами, восени 1683 року війська Речі Посполитої під командуванням молдовського господаря-емігранта Штефана Петрічейку разом з козацькими загонами гетьмана Куницького в результаті успішних дій зайняли столицю Молдовського князівства Ясси. Звідси Куницький на чолі загонів молдован і козаків здійснив похід на Буджак, але при поверненні був атакований османсько-татарськими силами. Зазнавши невдачі, Куницький з частиною козацької кінноти відступив до Ясс, звідки повернувся на землі Речі Посполитої.